# Olenecamptus superbus
Olenecamptus superbus là một loài bọ cánh cứng trong họ Cerambycidae.